# Aurora (Schiff, 1914)
Die Aurora, auch HMS Aurora und später HMCS Aurora, war ein Leichter Kreuzer der Arethusa-Klasse der britischen Marine (1914–1920) und später kanadischen Marine (1920–1922). Die Aurora nahm im Weltkrieg an der Doggerbankschlacht teil und wurde dafür ausgezeichnet.

## Geschichte derAurora
Am 24. Oktober 1912 fand die Kiellegung des ersten Kreuzers der neu konstruierten Arethusa-Klasse auf der Marinewerft in Devonport statt. Am 30. November 1913 lief der neue Kreuzer als siebte Aurora der Royal Navy vom Stapel. Den Namen trug zuvor ein Panzerkreuzer der Orlando-Klasse von 1887 bis 1907. Im September 1914 kam der Kreuzer als drittes Schiff seiner Klasse in den Dienst der Royal Navy.
Die Kreuzer dieser neuen Klasse sollten die Zerstörerflottillen der Grand Fleet führen. Sie verdrängten 3750 long tons bei normaler Beladung und 4400 long tons bei maximaler Ausrüstung. Sie waren 436 ft (133 m) über alles lang, hatten eine Breite von bis zu 39 ft (11,88 m) und einen normalen Tiefgang von 13 ft 5 in (4,09 m). Die acht Yarrow-Kessel der neuen Kreuzer erzeugten den Dampf für Parsons-Turbinen, die vier Wellen antrieben und bis zu 40.000 Wellen-PS (30.000 kW) leisteten. Die neuen Kreuzer konnten mit dieser Maschinenanlage bis zu 28,5 Knoten (52,8 km/h) erreichen. Die Kreuzer hatten ein Treibstoffvorrat von 875 long tons Öl.
Die Aurora hatte einen Panzergürtel von 1 bis 3 inch (25,4–76 mm) Stärke und ein Panzerdeck von 1 inch. Bewaffnet war der Kreuzer bei seiner Fertigstellung mit einer gemischten Bewaffnung von zwei 6-inch-(152-mm)-L/45-Mk.XII-Kanonen und sechs 4-inch-(102-mm)-L/45-Mk.IV-Schnellfeuergeschützen sowie einer einzelnen 3-pdr-Flak (47 mm) und vier 21-inch-(533-mm)-Torpedorohren in zwei Zwillingssätzen.

Während des Krieges wurde die 47-mm-Flak 1915 durch ein 3-in-(76-mm)-20 cwt-Geschütz ersetzt, zu dem 1917 ein zweites kam. 1917 wurden auch zwei weitere Torpedorohr-Zwillinge auf dem Vorschiff installiert. Dazu war der Kreuzer zeitweise für den Einsatz als Minenleger umgerüstet durch Abbau der Torpedorohre und Minenschienen an den Seiten und Abwurfgestelle am Heck.

Die Besatzung des Kreuzers bestand aus 282 bis 323 Mann.

### Einsätze im Weltkrieg
Aurora war von September 1914 bis zum Februar 1915 Führer der 1st Destroyer Flotilla der von Commodore Reginald Tyrwhitt befehligten Harwich Force. Die Einheit war am 14. Dezember 1914 in See, um den deutschen Verband unter Admiral Franz von Hipper abzufangen, der Städte an der englischen Ostküste angriff. Schlechtes Wetter verhinderte ein erfolgreiches Eingreifen der Flottille, die nach Yarmouth zurückkehrte.

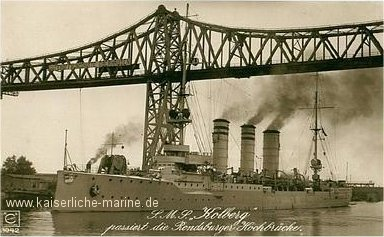
Die Kolberg

Als Hipper im Januar 1915 mit drei Schlachtkreuzern, einem Panzerkreuzer, drei Leichten Kreuzern und 19 Großen Torpedobooten (britischerseits als destroyer = Zerstörer bezeichnet) zur Dogger Bank vorstieß, konnte die Admiralität den Befehl rechtzeitig entschlüsseln. Tyrwhitt's Einheiten verließen darauf Harwich um 5:30 Uhr am 23. Januar, darunter auch die Aurora. Auf See vereinigte sich Tyrwhitts Verband mit den Schlachtkreuzern unter Admiral David Beatty. Am Morgen des 24. Januar trafen Aurora und die meisten Einheiten Tyrwhitts auf Hippers Verband. Zuerst sichtete die Aurora einen Drei-Schornstein-Kreuzer und vier Zerstörer. Die Aurora näherte sich auf 8000 yards (7300 m) im Glauben, das vor ihr ausgelaufene Flaggschiff Tyrwhitts, Arethusa, vor sich zu haben. Der deutsche Kreuzer Kolberg eröffnete das Feuer auf die Aurora und erzielte drei Treffer. Die Aurora erwiderte das Feuer, erzielte auch zwei Treffer und alarmierte die Flotte. Im folgenden Gefecht der Schlachtkreuzer wurde der deutsche Panzerkreuzer Blücher versenkt. Die Aurora wurde für ihre Beteiligung an der Seeschlacht mit der Battle Honour DOGGER BANK 24 January 1915 ausgezeichnet.

Im Februar 1915 wurde die Aurora Führer der 10th Destroyer Flotilla der Harwich Force, die den Zugang zum Ärmelkanal überwachte. Die Flottille bestand aus den frühen Zerstörern der M-Klasse. Dort wurde der Kreuzer auf dem Vorschiff mit einer Startplattform für ein Flugzeug ausgestattet. Die eingesetzten Maschinen sollten gegen Zeppeline eingesetzt werden. Die Installation erwies sich als unbrauchbar, da ein Start nicht schnell genug erfolgen konnte, um einen Zeppelin abzufangen und wurde im August 1915 wieder abgebaut.
Im März 1916 war die Aurora am Angriff mit Seeflugzeugen von der Vindex auf die in Hoyer vermutete Luftschiffbasis beteiligt. Der Kreuzer sicherte den Versuch, den schwerbeschädigten Zerstörer Medusa heimzubringen. Als dann noch zwei Kreuzer durch Kollision beschädigt waren, wurde der Versuch bei sehr schlechtem Wetter und der Bedrohung, durch deutsche Gegenmaßnahmen abgeschnitten zu werden, abgebrochen und die Medusa aufgegeben. → Medea-Klasse

Ende 1916 bestand die von der Aurora geführte 10. Flottille aus dem „Leader“ Nimrod, vierzehn Zerstörern der M-Klasse, davon sieben specials von Yarrow, Thornycroft und Hawthorn Leslie sowie der Melpomene der Medea-Klasse. Dazu war mit der Starfish, einer der ersten Zerstörer der R-Klasse, dem Verband zugeteilt.

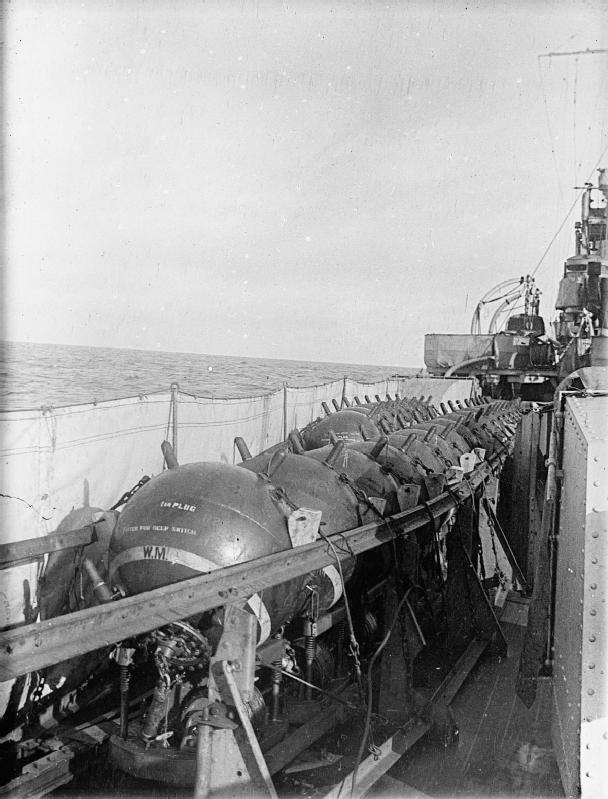
Die Aurora mit Minen

Anfang 1917 wechselte der Kreuzer zur von der Centaur geführten 5th Light Cruiser Squadron, wo er bis zum März 1918 verblieb. Das Kreuzergeschwader bestand aus sechs weiteren Kreuzern der C-Klasse, der Aurora und ihren Schwesterschiffen Undauted und Penelope sowie dem Seeflugzeugträger Vindex. Die 3-pdr-Flak war inzwischen durch ein 3-inch-(76-mm)-20-cwt-Schnellfeuergeschütz ersetzt worden, das hinter den Schornsteinen auf der Mittellinie aufgestellt war. 1917 erhielt der Kreuzer noch ein zweites Flugabwehrgeschütz dieses Typs.
Im Mai 1917 wurde der Kreuzer zum Abwurf von Seeminen hergerichtet, von denen bis zu 74 mitgeführt werden konnten. Bei drei Einsätzen wurden von der Aurora 212 Minen verlegt.
Ende 1917 erhielt der Kreuzer einen vorderen Dreibeinmast mit einem Feuerleitstand und ein weiteres Paar Zwillings-Torpedorohre auf dem Vorschiff, die später in den hinteren Bereich umgesetzt wurden.
Im März 1918 wurde die Aurora zur 7th Light Cruiser Squadron bei der Grand Fleet versetzt und gehörte so zu den britischen Schiffen, die bei der Übergabe der deutschen Flotte nach der Kapitulation anwesend waren.
Nach dem Kriegsende wurde der Kreuzer bis 1920 nicht genutzt. Die Besatzung wurde auf eine kleine Wartungsmannschaft reduziert und der Rest auf andere Einheiten verteilt. Von März 1919 bis zum August 1920 befand sich der Kreuzer in Devonport. Dann wurde er von der Royal Canadian Navy übernommen.

### Einsatz bei der RCN

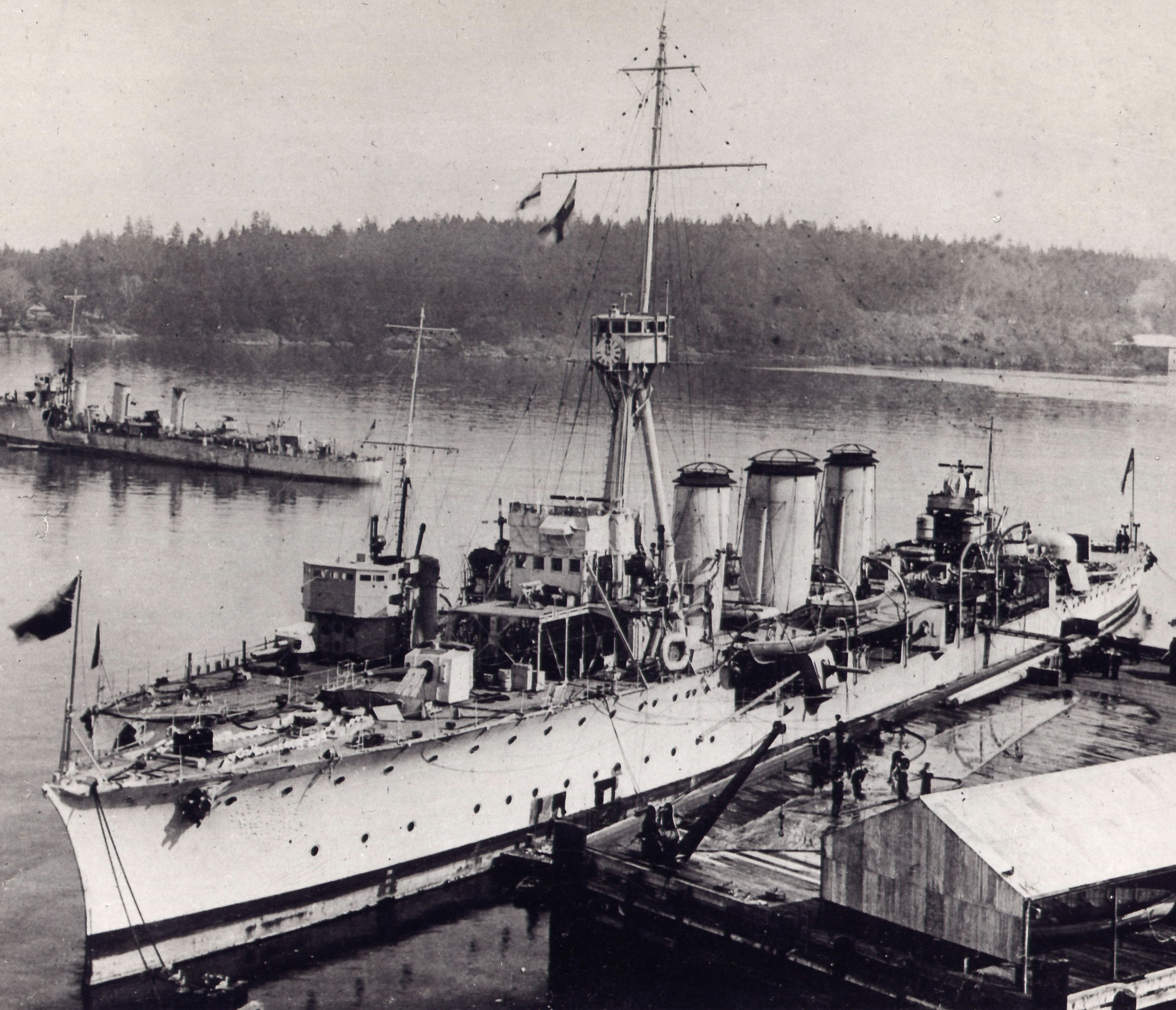
Die Aurora mit den Zerstörern in Esquimalt

Im März 1920 nahm die kanadische Regierung das britische Angebot an, einen Kreuzer und zwei Zerstörer von der Royal Navy zu übernehmen. Die Royal Navy bot verschiedene Schiffe als Geschenk an, sogar ein Großkampfschiff wurde in Erwägung gezogen. Wegen des geringen Personalbestandes der Royal Canadian Navy (RCN) reduzierte sich das Geschenk auf drei Schiffe, um die beiden total veralteten Kreuzer Rainbow und Niobe zu ersetzen. Das Angebot der Royal Navy bestand dann aus dem Kreuzer Glasgow und zwei Zerstörern der Talisman-Klasse. Die Kanadier wünschten möglichst moderne Standardschiffe mit wenig speziellem Ausbildungsbedarf.
Der angebotene Kreuzer entsprach nicht den Erwartungen, da die Grundauslegung dieser Klasse nicht mehr den modernsten Anforderungen entsprach. Auch bevorzugten die Kanadier eine reine Ölfeuerung für ihre neuen Schiffe. Von Seiten der Royal Navy wurden dann die verbliebenen Kreuzer der Arethusa-Klasse vorgeschlagen. Die Wahl fiel schließlich auf die Aurora, da die Maschinenanlage der ebenfalls erwogenen Royalist in einem etwas abgenutzteren Zustand war.
Im September 1920 wurden dann noch die Zerstörer Patriot und Patrician der Thornycroft M-Klasse für die Weitergabe nach Kanada ausgewählt. Zusammen wurden die Aurora und die beiden Zerstörer am 1. November 1920 von der Royal Canadian Navy in Devonport übernommen und der „verschenkte“ Verband verlegte dann im Dezember über den Nordatlantik nach Halifax, wo er kurz vor Weihnachten eintraf. Die neuen Schiffe der RCN konnten von der Bevölkerung an den Weihnachtstagen besichtigt werden. Die Überführung des Verbandes zeigte ein Grundproblem der RCN auf: den Mangel an ausgebildetem Personal. So hatte die Aurora mit 323 Mann eine zahlenmäßig große Besatzung, aber viele Spezialistenstellen waren fachlich unbesetzt und 47 Mann an Bord hatten keine seemännische Ausbildung.

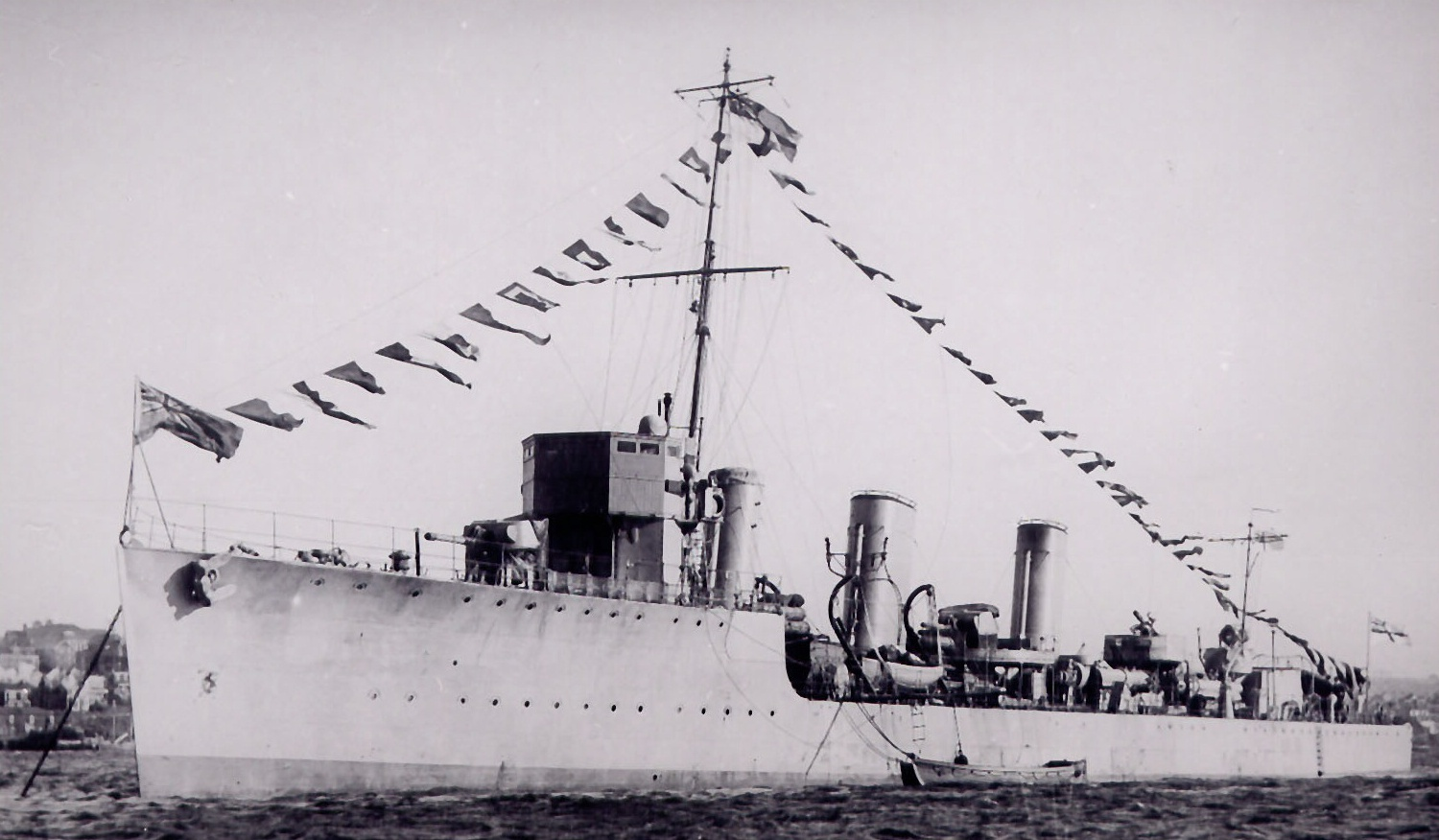
Der Zerstörer Patriot 1922

Aurora, Patrician und Patriot begannen im Frühling 1921 eine Ausbildungsfahrt in die Karibik und zur kanadischen Pazifik-Küste. Der Verband lief nach dem Passieren des Panamakanals nach Norden bis zur kanadischen Marinebasis Esquimalt an der Pazifikküste. Der Verband lief eine Vielzahl von Häfen an. Ein Besuch in Puntarenas, Costa Rica, am 6. Juli erfolgte auch, um Interessen der Royal Bank of Canada in einem Streit mit der Regierung Costa Ricas über die dortige Ölförderung deutlich zu machen. Die kanadische Regierung bezeichnet den Abstecher der Schiffe als „it was more of a trade mission than gunboat diplomacy“. Auch soll die Reise der Verteilung geheimer Unterlagen an britische Vertretungen gedient haben. Am 30. Juli 1921 kehrte der Verband nach Halifax zurück.

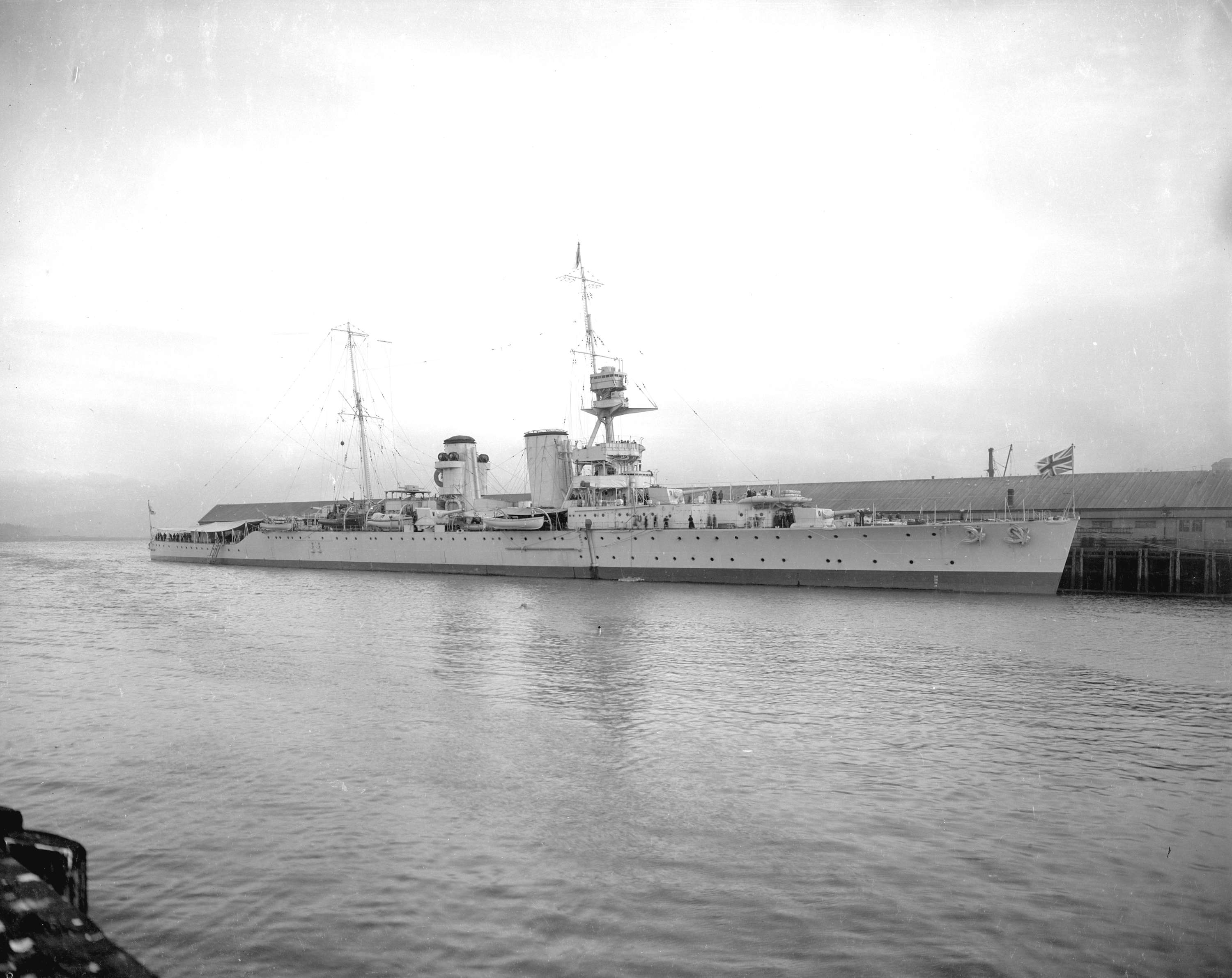
Das britische Flaggschiff Raleigh

Im Winter 1921/1922 fand die erste Trainingsübung der Aurora und der beiden Zerstörer mit dem auf der North America and West Indies Station stationierten 8. Leichten Kreuzergeschwader der Royal Navy statt. Neben dem Flaggschiff Raleigh verfügte die 8th LCS über die leichten Kreuzer Calcutta, Cambrian und Constance der C-Klasse. Die Qualität und der Eifer der kanadischen Besatzungen wurden vom kommandierenden britischen Admiral gelobt. Im April kehrte der Verband von seinem letzten geschlossenen Einsatz nach Halifax zurück.

Ein Regierungswechsel und die schlechte Haushaltslage erzwangen am 1. Juli 1922 die Außerdienststellung der Aurora und ihre Abrüstung. Neben den Waffen gingen auch etliche andere Ausrüstungen von Bord, die an Land bei Trainingseinheiten oder auf anderen Schiffen gebraucht wurden. Der Rumpf der Aurora lag an einer Pier in der Marinebasis Halifax, bis 1927 die Stadt sich über den traurigen Anblick des zerfallenden Schiffes beschwerte. Darauf verkaufte die Royal Canadian Navy im August 1927 das Schiff zum Abbruch, der in Sorel-Tracy (Québec) erfolgte. 

Auch die beiden mit der Aurora nach Kanada verschenkten Zerstörer hatten dort keine lange Dienstzeit. Sie schieden 1927 aus dem Dienst der RCN und wurden dann abgebrochen. → HMCS Patriot